# Atkinsonia ligustrina
Atkinsonia ligustrina là một loài thực vật có hoa trong họ Loranthaceae. Loài này được (Lindl.) F.Muell. mô tả khoa học đầu tiên năm 1865.